# Fanum d'Aron
El Fanum d'Aron és un fanum, o temple gal·loromà, que es troba a Orlhac, una comuna i ciutat de l'estat francés, pertanyent al departament de Cantal, a la regió d'Alvèrnia-Roine-Alps. El declararen Monument històric l'any 1980.

## Història
Les excavacions arqueològiques, iniciades en la dècada dels 1970, recuperaren materials del jaciment, com ara peces lapidàries, objectes de vidre i elements metàl·lics, monedes, vuit capitells de columna (quatre dels quals amb caps de traquita esculpits que representen el Sol i la Lluna), un fragment de barril de columna estriat i ceràmica, així com antefixes de terracota. Aquests objectes fan palés que el temple hauria estat en ús entre els segles I i III de la nostra era.(2)
Alguns artefactes i elements arquitectònics del jaciment s'exposen al Museu d'Art i Arqueologia d'Orlhac, amb una reconstrucció del model que el temple degué tenir en el moment de major esplendor.

## Arquitectura
El fanum és una cambra circular (cella) envoltada per un deambulatori o galeria poligonal de setze costats, que s'obri a les valls del riu Cère i Jordanne. Els angles de la galeria estan marcats per les columnes estriades (vuit de les quals es troben en el jaciment) amb capitells corintis amb fulles d'acant. Les antefixes de terracota trobades indiquen els materials i el disseny que tenia el sostre. El conjunt sembla haver tingut un pati envoltat per un mur perimetral, cap al nord-oest. El mur és a 55 m del fanum, amb una orientació nord-oest-nord-est, i una longitud de 84 m. També hi ha vestigis d'un recinte quadrat parcialment exposat amb sòl pavimentat al sud-est del fanum, els costats del qual fan 29 m de llarg. Potser l'estructura fos un annex del santuari, un refugi per a rebre pelegrins o fins i tot un altre templet.
El Fanum d'Aron és una construcció molt poc comuna al territori habitat per les tribus dels arverns i els vel·lavis, perquè té una formació poligonal, en lloc de la girola quadrangular.(2)